# Bald Knobbers
Bald Knobbers – początkowo grupa zorganizowana do samoobrony, dążąca na własną rękę, poza prawem, do likwidacji przestępczości w stanie Missouri. Założona w połowie XIX w. przez m.in. Nata Kinneya, aktywna do ostatniej dekady tego wieku. Członkowie grupy nosili zasłaniające twarz maski z rogami. Niezadowoleni z opieszałości państwa w ściganiu przestępców, sami ich ścigali i mordowali, także porywając z więzień zbyt łagodnie ich zdaniem ukaranych przestępców, którym wymierzali „sprawiedliwsze” kary. Istniała także opozycyjna grupa, zwana „Anti-Bald Knobbers”, obydwie zaciekle się zwalczały. Anti-Bald Knobbersi w 1888 roku zdołali zastrzelić przywódcę Bald Knobbersów. Z biegiem czasu członkowie Bald Knobbers sami zeszli na drogę pospolitego bandytyzmu.

## Źródła
1. ↑  Matthew J. Hernando, Faces Like Devils: The Bald Knobber Vigilantes in the Ozarks, University of Missouri Press, 7 kwietnia 2015, ISBN 978-0-8262-7334-5 [dostęp 2021-09-30] (ang.). Brak numerów stron w książce
2. ↑  Vincent S. Anderson, Bald Knobbers: Chronicles of Vigilante Justice, Arcadia Publishing, 30 lipca 2013, ISBN 978-1-62584-670-9 [dostęp 2021-09-30] (ang.). Brak numerów stron w książce
3. ↑  Matthew Hernando, "The Bald Knobbers of Southwest Missouri, 1885-1889: A Study of Vigilante Justice in the Ozarks.", „LSU Doctoral Dissertations”, 2011 [dostęp 2021-09-30].1 stycznia